# Hyperolius stenodactylus
Hyperolius stenodactylus és una espècie de granota de la família dels hiperòlids que viu al Camerun.